# 自由祖国和幸福人民
自由祖国和幸福人民（阿拉伯语：‎，羅馬化：watanun hurrun wa sha'bun sa'id）是一句阿拉伯语共产主义宣传口号。叙利亚和黎巴嫩共产党在该党政治委员会第一次会议上最早采用这句口号。1944年3月，伊拉克共产党在它秘密召开的第一次全国会议上，也采用了这句口号。